# Rutherford Aris
Rutherford "Gus" Aris (født 15. september 1929, død 2. november 2005) var en kemiingeniør og en Regents Professor emeritus i Kemiteknik ved University of Minnesota.